# Wasserstoffrohrleitung
Eine Wasserstoffrohrleitung wird für den Transport von Wasserstoff durch eine Rohrleitung in der chemischen Industrie und als Teil der Wasserstoffwirtschaft genutzt.

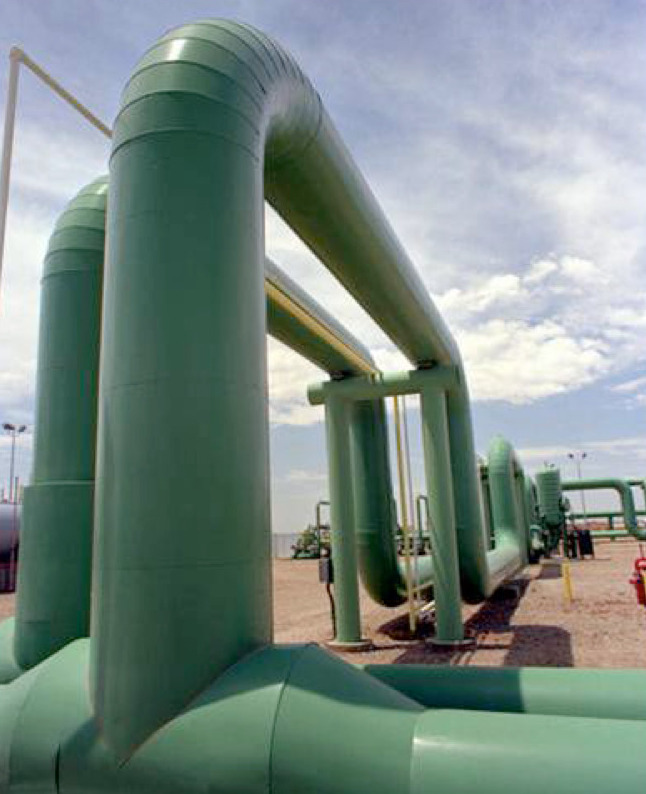
Wasserstoffrohrleitungen

## Geschichte
- 1938 – In der heutigen Metropolregion Rhein-Ruhr werden die ersten Wasserstoffrohre gebaut. Die Leitungen zwischen Marl und Leverkusen sind insgesamt 240 km lang und bestehen aus regulärem Rohrstahl. Sie wurden für einen komprimierten Wasserstoffdruck von 20–210 bar (2 – 21 MPa) mit einem Durchmesser von 250–300 Millimeter konstruiert und sind immer noch in Betrieb[1][2]
- 1968 – Der Aufbau eines 90 km langen Wasserstoffpipeline-Systems im DDR-Chemiedreieck beginnt. Es reicht von Rodleben über Bitterfeld und Leuna nach Zeitz und wird heute von Linde betrieben.[3][4][5]
- 1973 – Bau der 30 km langen Pipeline in Isbergues (Frankreich)[6]
- 1985 – Erweiterung der Pipeline von Isbergues nach Zeebrugge (Belgien)
- 1997 – Anschluss der Pipeline nach Rotterdam (Niederlande)
- 1997 bis 2000 – Aufbau von zwei Wasserstoff-Netzwerken im Süden der USA, eines in der Nähe von Corpus Christi (Texas) und eines zwischen Freeport und Texas City
- 2009 – Bau einer 240 km langen Erweiterung der Pipeline von Plaquemine nach Chalmette (Louisiana, USA)[7]

## Wirtschaft
Die Wasserstoffrohrleitungen werden verwendet, um Wasserstoff von der Produktions- oder Auslieferungsstelle bis zur Nachfragestelle zu transportieren. Obwohl sie technologisch ausgereift und die Transportkosten ähnlich denen von CNG sind, wird der Wasserstoff meist in der Nähe der Nachfrage produziert, wobei sich industrielle Produktionsanlagen bis zu einer Entfernung von 161 km befinden.

## Bauweisen
Die üblicherweise, z. B. in Erdgasnetzen, verwendeten metallischen Rohre sind, bei korrekter Materialauswahl, für den Transport von reinem Wasserstoff geeignet. Dies ergab eine repräsentative Untersuchung des DVGW 2023 bezüglich der aktuell verwendeten Stähle. Allerdings ist eine 1:1-Umwidmung nicht ohne weiteres möglich, da der Austausch von Armaturen oder Änderungen an diesen notwendig sein wird. Grundsätzlich konnte jedoch eine Tauglichkeit einiger dort verwendeter Werkstoffe für Armaturen bescheinigt werden. Dennoch sind wegen der Vielfältigkeit der verwendeten Werkstoffe weitere Untersuchungen notwendig.
Für besondere Anwendungen werden für Metallleitungen, die einem Druck von bis zu 486 bar (48,6 MPa) standhalten müssen, hochreine Edelstahlrohre mit einer maximalen Härte von 80 HRB bevorzugt.
Man unterscheidet bei nichtmetallischen Leitungen grundsätzlich zwischen:
- Kohlenstofffaser-Struktur mit Glasfaser-Auflage[1]
- Perfluoralkoxy (PFA, MFA)
- Polytetrafluorethylen (PTFE)
- Fluoriertes Ethylenpropylen (FEP)[2]
- Kohlenstofffaserverstärkte Polymere (FRP)

Faserverstärkte Polymer-Pipelines (oder FRP-Pipeline) und verstärkte thermoplastische Rohre werden derzeit noch erforscht.

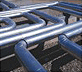
Wasserstoffrohrleitungen

## Infrastruktur
- 2004, USA: 1.400 km Niederdruck-Wasserstoff-Pipelines[21][22]
- 2004, Europa: 1.500 km Niederdruck-Wasserstoff-Pipelines[23]